# Campiglossa hyalina
Campiglossa hyalina là một loài ruồi thuộc chi Campiglossa thuộc họ Ruồi đục quả.

## Phân bố
Loài này có ở México.